# Кохалми, Эмеше
Эмеше Кохалми (венг. Kőhalmi Emese; род. 31 мая 2002) — венгерская гребчиха на байдарках, четырёхкратная чемпионка мира, четырёхкратная чемпионка Европы.

## Карьера
В 2021 году на взрослом чемпионате мира, который прошёл в Копенгагене, Эмеше стала чемпионкой на дистанции 5000 метров в байдарках-одиночках.
На чемпионате Европы 2022 года в Мюнхене завоевала две золотые медали в байдарках-двойках на дистанции 1000 метров и в байдарках-одиночках на дистанции 5000 метров. На чемпионате мира 2022 года в Канаде завоевала золотую медаль в одиночках на 5000 метров.
В 2024 году на чемпионате Европы в Сегеде стала победительницей в заездах на байдарках-одиночках на дистанции 5000 метров.
В Самарканде, на чемпионате мира 2024 года, который состоялся сразу же после Олимпийских игр, Кохалми в байдарках-одиночках на дистанции 1000 метров завоевала золотую медаль. На дистанции 5000 метров также стала чемпионкой. 
В 2025 году на чемпионате Европы в Рачице в четвёрках на дистанции 500 метров завоевала золотую медаль. 